# 1257-es busz
Az 1257-es jelzésű távolsági autóbusz Budapest, Népliget és Kisbér, autóbusz-állomás között közlekedik. A járatot a Volánbusz üzemelteti.

## Története
2018. december 9-étől Népliget helyett Kelenföld vasútállomásra érkezett 2020. június 28-ai megszűnéséig. 2020. október 4-én újraindult, budapesti végállomása ismét a Népliget lett.

## Megállóhelyei
| 0                                                                                                 | Budapest, Népliget végállomás       | 125 | 1 83 630, 631, 635, 655, 660 1080, 1081, 1085, 1087, 1090, 1092, 1094, 1110, 1113, 1120, 1121, 1125, 1131, 1134, 1136, 1173, 1174, 1175, 1176, 1177, 1183, 1184, 1185, 1188, 1190, 1193, 1194, 1201, 1202, 1205, 1212, 1216, 1229, 1240, 1244, 1251, 1253, 1254, 1268 |
| A szürke hátterű megállóhelyeken Kisbér felé csak felszállni, Budapest felé csak leszállni lehet. |                                     |     | |
| 9                                                                                                 | Budapest, Petőfi híd, budai hídfő   | 116 | 4, 6 154, 212 1173, 1174, 1175, 1176, 1177, 1183, 1184, 1185, 1188, 1190, 1193, 1194, 1201, 1202, 1205, 1212, 1216, 1229, 1240, 1251, 1253, 1254, 1268 |
| 11                                                                                                | Budapest, Újbuda-központ            | 114 | 4, 17, 41, 47 33, 53, 58, 150, 154, 212 1173, 1174, 1175, 1176, 1177, 1183, 1184, 1185, 1188, 1190, 1193, 1194, 1201, 1202, 1205, 1212, 1216, 1229, 1240, 1251, 1253, 1254, 1268                                                                                      |
| 16                                                                                                | Budapest, Sasadi út                 | 109 | 8E, 40, 40B, 53, 87, 88, 88A, 139, 150, 153, 154, 172, 173, 187, 188, 240 764 1173, 1174, 1175, 1176, 1177, 1183, 1184, 1185, 1188, 1190, 1193, 1194, 1201, 1202, 1205, 1212, 1216, 1229, 1240, 1251, 1253, 1254, 1268                                                |
| 72                                                                                                | Környe, faluközpont                 | 52  | 8403, 8419, 8442, 8443, 8441, 8444, 8460, 8462, 8464, 8587, 8594 1628, 1702, 1748, 1824, 1841, 1842, 1843, 1844, 1845, 1848, 1851, 1852 |
| 81                                                                                                | Oroszlány, körforgalom              | 42  | 1, 1A, 1Y, 1T, 2 8403, 8419, 8442, 8443, 8444, 8460, 8462, 8464, 8560, 8562, 8570, 8574, 8587 1702, 1784, 1842, 1845, 1852 |
| 82                                                                                                | Oroszlány, posta                    | 40  | 1, 1A, 1Y, 1T, 2 8403, 8419, 8442, 8443, 8444, 8460, 8462, 8464, 8560, 8562, 8570, 8574, 8587 1628, 1702, 1784, 1842, 1843, 1844, 1845, 1852 |
| 89                                                                                                | Bokod, Hajnal utca                  | 32  | 8444, 8464, 8560, 8562, 8570, 8574 1702, 1845 |
| 90                                                                                                | Bokod, iskola                       | 30  | 8444, 8464, 8560, 8562, 8570, 8574 1702, 1784, 1842, 1843, 1844, 1845 |
| 92                                                                                                | Bokod, Dadi utca                    | 28  | 8444, 8464, 8560, 8562, 8570, 8574 1702 |
| 95                                                                                                | Dad, bokodi elágazás                | 25  | 8444, 8464, 8560, 8562, 8570, 8574 1702, 1851 |
| 99                                                                                                | Szákszendi elágazás                 | 21  | 8464, 8560, 8562, 8570, 8574, 8738 1702, 1848, 1851 |
| 103                                                                                               | Császár, Petőfi utca                | 17  | 8464, 8560, 8618, 8736 1702, 1848, 1851 |
| 104                                                                                               | Császár, posta                      | 16  | 8464, 8560, 8618, 8736 1702, 1848, 1851 |
| 109                                                                                               | Vérteskethely, alsó                 | 11  | 8464, 8560, 8618, 8736 1702, 1851 |
| 111                                                                                               | Vérteskethely, posta                | 9   | 8464, 8560, 8618, 8736 1702, 1848, 1851 |
| 118                                                                                               | Kisbér, sportpálya                  | 2   | 8464, 8560, 8616, 8618, 8671, 8672, 8697, 8736 1702 |
| 120                                                                                               | Kisbér, autóbusz-állomás végállomás | 0   | 7020, 7021, 8464, 8560, 8600, 8616, 8618, 8621, 8623, 8624, 8627, 8647, 8671, 8672, 8673, 8674, 8697, 8736 1507, 1563, 1702, 1703, 1706, 1707, 1822, 1826, 1848, 1851                                                                                                 |